# Classification ADE
En mathématiques, la classification ADE est la liste complète des groupes de Lie simplement lacés ou d'autres objets mathématiques satisfaisant des axiomes analogues. La liste est la suivante :
{\displaystyle (A_{n})_{n\geq 1},\ (D_{n})_{n\geq 4},\ E_{6},\ E_{7},\ E_{8}}.
Dans cette liste, l'indice du symbole est appelé le rang.
Ici {\displaystyle A_{n}} correspond aux groupes spéciaux unitaires {\displaystyle SU(n+1)}, {\displaystyle D_{n}} aux groupes orthogonaux {\displaystyle SO(2n)}, alors que E6, E7 et E8 sont trois groupes de Lie compacts exceptionnels.
Les sous-groupes discrets de {\displaystyle SU(2)} sont aussi classifiés par la même liste. Le quotient du plan complexe ℂ² par l'action d'un sous-groupe discret G de {\displaystyle SU(2)} est une variété singulière (plus précisément un orbifold) dont la singularité à l'origine est dite singularité du type ADE correspondant.
La nomenclature A, D, E est partagée par les groupes finis de Coxeter, ainsi que la théorie des catastrophes. Il y a une grande relation entre les trois.
Cette liste est la liste des singularités rigides de fonctions complexes.
Cette liste est la liste des groupes de Coxeter finis dont le diagramme de Coxeter n'a que des arêtes simples.
Cette liste apparait aussi comme la liste des carquois ayant un nombre fini de modules indécomposables à isomorphisme près.